# Elizabeth Wurtzel
Elizabeth Lee Wurtzel (New York, 31 luglio 1967 – New York, 7 gennaio 2020) è stata una scrittrice e giornalista statunitense.

## Biografia
Di famiglia ebraica, studiò letteratura comparata all'Università di Harvard e diritto alla Yale Law School. Divenne celebre come autrice del bestseller Prozac Nation, in cui raccontò la propria lotta contro la depressione. Dal libro fu tratto il film omonimo con Christina Ricci.
È morta il 7 gennaio 2020 all'età di 52 anni per le complicazioni del tumore al seno di cui soffriva da tempo e per il quale aveva subito una doppia mastectomia.

## Opere
- Prozac Nation: Young and Depressed in America: A Memoir (1994), ISBN 0704302489
- Bitch: In Praise of Difficult Women (1998), ISBN 0704381079
- More, Now, Again: A Memoir of Addiction (2001), ISBN 0743226003
- The Secret of Life: Commonsense Advice for Uncommon Women (2004) (pubblicato precedentemente con i titoli Radical Sanity e The Bitch Rules), ISBN 0307417387
- Creatocracy: How the Constitution Invented Hollywood (2015), ISBN 1576877701
- More,now,again (2002)